# Gare de Sakado
La gare de Sakado (坂戸駅, Sakado-eki) est une gare ferroviaire située dans la ville de Sakado, dans la préfecture de Saitama au Japon. La gare est exploitée par la compagnie Tōbu.

## Situation ferroviaire
La gare est située au point kilométrique (PK) 40,6 de la ligne Tōbu Tōjō. Elle marque le début de la ligne Tōbu Ogose.

## Historique
La gare est inaugurée le 27 octobre 1916.

## Service des voyageurs

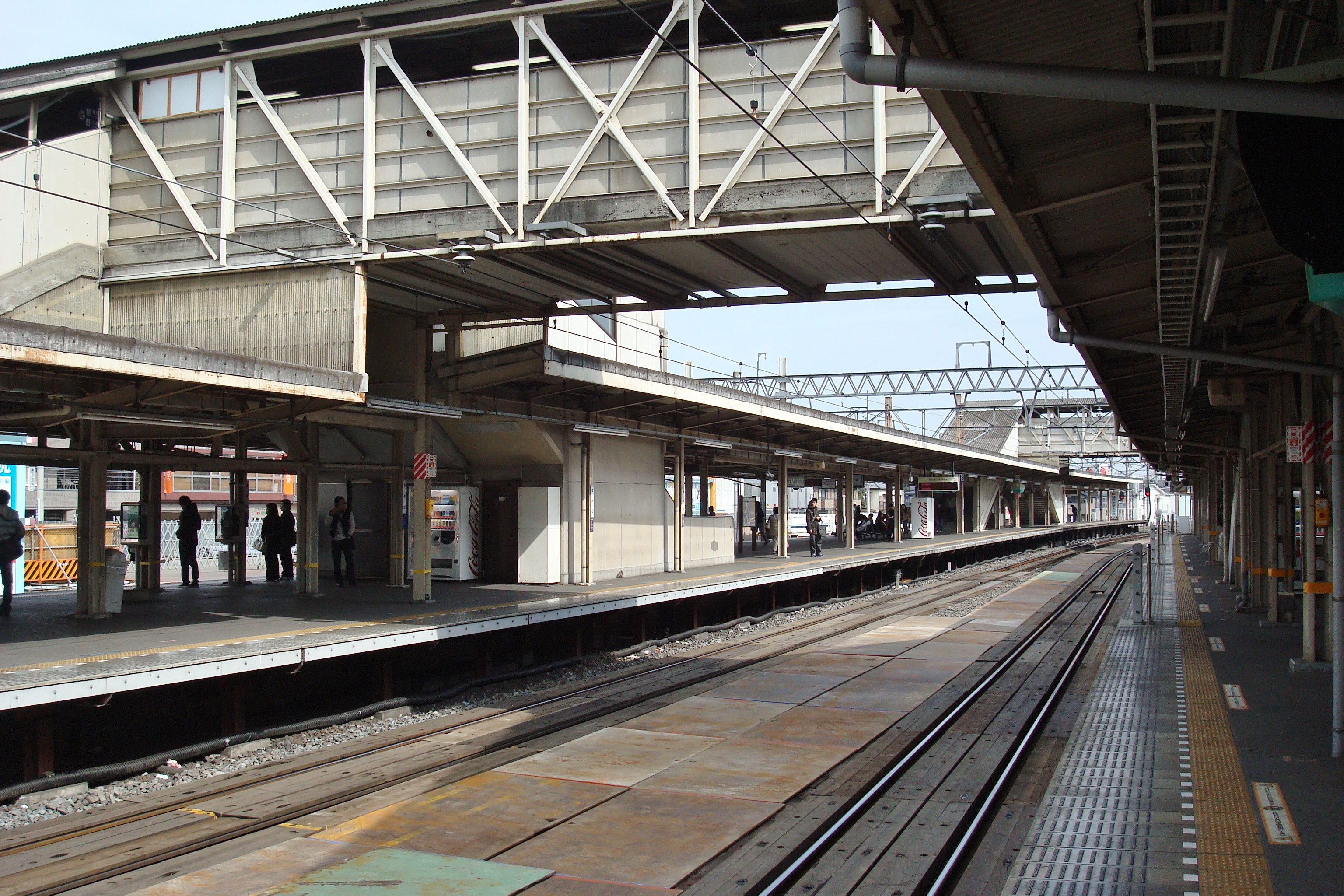
Vue des quais.

### Accueil
La gare dispose d'un bâtiment voyageurs, avec guichets, ouvert tous les jours.

### Desserte
- Ligne Tōbu Ogose :
  - voies 1 et 2 : direction Ogose
- Ligne Tōbu Tōjō :
  - voie 3 : direction Ogawamachi
  - voie 4 : direction Wakōshi (interconnexion avec la ligne Yūrakuchō pour Shin-Kiba et la ligne Fukutoshin pour Shibuya) et Ikebukuro